# Еитоку
Еитоку (永徳) је јапанска ера (ненко) Северног двора током првог раздобља Муромачи периода, познатог још и као Нанбокучо период. Настала је после Корјаку и пре Шитоку ере. Временски је трајала од фебруара 1381. до фебруара 1384. године. Владајући цареви на Северном двору у Кјоту били су Го-Енју и Го-Комацу а у Јужном двору у Јошину цар Чокеи и Го-Камејама.
У исто време је на југу текла ера Кова (1381–1384).

## Важнији догађаји Еитоку ере
- 1381. (Еитоку 1, трећи месец): Цар одлази на пут како би посетио Ашикагу Јошимицуа у свом дому у Муромачију.[4]
- 1381. (Еитоку 1, седми месец): Дворски кампаку Ниџо Јошимото добија нову позицију „даиџо даиџина“ док Ашикага Јошимицу у својој двадесетчетвртој години добија позицију „надаиџина“.[4]
- 1382. (Еитоку 2, први месец): Јошимицу постаје „садаиџин“ а неколико дана касније и генерал левице (садаишо). У истом периоду Фуџивара но Санетоки постаје „надаиџин“.[4]
- 1383. (Еитоку 3): Цар Го Камејама постаје нови владар Јужног двора.[5]